# Liste der Kulturgüter von nationaler Bedeutung im Kanton Freiburg
Diese Liste enthält alle national bedeutenden Kulturgüter (A-Objekte, geregelt in KGSV) im Kanton Freiburg, die in der Ausgabe 2009 (Stand: 1. Januar 2018) des Schweizerischen Inventars der Kulturgüter von nationaler und regionaler Bedeutung vermerkt sind. Sie ist nach politischen Gemeinden sortiert; enthalten sind 205 Einzelbauten, 14 Sammlungen, 18 archäologische Fundstellen und ein Spezialfall (Funiculaire in Freiburg).

## Abkürzungen
- A: Archäologie
- Arch: Archiv
- B: Bibliothek
- E: Einzelobjekt
- M: Museum
- O: Mehrteiliges Objekt
- S: Spezialfall

## Inventar nach Gemeinde

### Arconciel
| KGS-Nr. | Foto | Objektbezeichnung                        | Typ | Adresse     | Koordinaten     |
| ------- | ---- | ---------------------------------------- | --- | ----------- | --------------- |
| 01935   |      | Bauernhof                                | E   | La Souche 1 | 575173 / 179155 |
| 09593   |      | La Souche (mittelsteinzeitlicher Abri)   | A   |             | 575180 / 178950 |
| 09594   |      | Vers-le-Château (mittelalterliche Stadt) | A   |             | 574870 / 176690 |

### Attalens
| KGS-Nr. | Foto | Objektbezeichnung                 | Typ | Adresse           | Koordinaten     |
| ------- | ---- | --------------------------------- | --- | ----------------- | --------------- |
| 01937   |      | Kirche Notre-Dame de l'Assomption | E   | Rue de l’Eglise 7 | 554760 / 151230 |

### Belmont-Broye
| KGS-Nr. | Foto | Objektbezeichnung  | Typ | Adresse                       | Koordinaten     |
| ------- | ---- | ------------------ | --- | ----------------------------- | --------------- |
| 02215   |      | Herrenhaus Gottrau | E   | Léchelles, Route de Payerne 5 | 567715 / 186442 |

### Belfaux
| KGS-Nr. | Foto | Objektbezeichnung       | Typ | Adresse            | Koordinaten     |
| ------- | ---- | ----------------------- | --- | ------------------ | --------------- |
| 01947   |      | Kirche Saint-Etienne    | E   | Route du Centre 10 | 574673 / 185738 |
| 01951   |      | Herrenhaus Lanthen-Heid | E   | Route du Centre 35 | 574330 / 185793 |

### Bösingen
| KGS-Nr. | Foto | Objektbezeichnung       | Typ | Adresse          | Koordinaten     |
| ------- | ---- | ----------------------- | --- | ---------------- | --------------- |
| 01959   |      | Landsitz von Vogelshus  | O   | Vogelshaus 79–81 | 582668 / 191603 |
| 11695   |      | Gallo-römischer Komplex | A   | Dorf             | 583960 / 193650 |

### Bossonnens
| KGS-Nr. | Foto | Objektbezeichnung                  | Typ | Adresse        | Koordinaten     |
| ------- | ---- | ---------------------------------- | --- | -------------- | --------------- |
| 01960   |      | Bossonnens (Burg- und Stadtruinen) | A   | Route de Vevey | 554710 / 152320 |

### Broc
| KGS-Nr. | Foto | Objektbezeichnung              | Typ | Adresse              | Koordinaten     |
| ------- | ---- | ------------------------------ | --- | -------------------- | --------------- |
| 01961   |      | Talsperre Montsalvens          | E   |                      | 576570 / 162387 |
| 09946   |      | Kapelle Notre-Dame des Marches | E   | Route des Marches 14 | 574182 / 160218 |

### Bulle
| KGS-Nr. | Foto | Objektbezeichnung                | Typ | Adresse                 | Koordinaten     |
| ------- | ---- | -------------------------------- | --- | ----------------------- | --------------- |
| 01965   |      | Vogteischloss                    | E   | Place du Tilleul 1      | 570838 / 162995 |
| 01968   |      | Kapelle Notre-Dame de Compassion | E   | Rue du Marché 2a, 4, 6a | 570867 / 163044 |
| 08661   |      | Musée Gruérien                   | M   | Rue de la Condémine 25  | 570889 / 162898 |
| 09059   |      | Halle Landi                      | E   | Route de la Pâla 101a   | 569450 / 162830 |

### Châtel-Saint-Denis
| KGS-Nr. | Foto | Objektbezeichnung  | Typ | Adresse               | Koordinaten     |
| ------- | ---- | ------------------ | --- | --------------------- | --------------- |
| 01985   |      | Kirche Saint-Denis | E   | Chemin de l’Eglise 31 | 558771 / 153189 |

### Châtel-sur-Montsalvens
| KGS-Nr. | Foto | Objektbezeichnung     | Typ | Adresse | Koordinaten     |
| ------- | ---- | --------------------- | --- | ------- | --------------- |
| 01989   |      | Talsperre Montsalvens | E   |         | 576570 / 162387 |

### Châtillon
| KGS-Nr. | Foto | Objektbezeichnung                | Typ | Adresse    | Koordinaten     |
| ------- | ---- | -------------------------------- | --- | ---------- | --------------- |
| 09595   |      | La Vuardaz (gallorömische Villa) | A   | La Vuardaz | 553500 / 187276 |

### Cheiry
| KGS-Nr. | Foto | Objektbezeichnung | Typ | Adresse             | Koordinaten     |
| ------- | ---- | ----------------- | --- | ------------------- | --------------- |
| 09948   |      | Kornhaus          | E   | Route du Centre 21a | 553863 / 177813 |

### Corbières
| KGS-Nr. | Foto | Objektbezeichnung | Typ | Adresse               | Koordinaten     |
| ------- | ---- | ----------------- | --- | --------------------- | --------------- |
| 01995   |      | Vogteischloss     | E   | Impasse de la Ville 5 | 574036 / 167733 |
| 10004   |      | Haus Repond       | E   | Au Village 169        | 574603 / 166119 |

### Corminboeuf
| KGS-Nr. | Foto | Objektbezeichnung                | Typ | Adresse            | Koordinaten     |
| ------- | ---- | -------------------------------- | --- | ------------------ | --------------- |
| 01999   |      | Kornhaus des Bauernhofs Schaller | E   | Route du centre 4a | 574516 / 184229 |
| 10471   |      | Parc «Bois Murat»                | E   | Le Bugnon          | 573789 / 182254 |

### Cottens
| KGS-Nr. | Foto | Objektbezeichnung | Typ | Adresse              | Koordinaten     |
| ------- | ---- | ----------------- | --- | -------------------- | --------------- |
| 02000   |      | Kornspeicher      | E   | Route de Fribourg 1a | 568742 / 177725 |

### Courtepin
| KGS-Nr. | Foto | Objektbezeichnung  | Typ | Adresse                   | Koordinaten     |
| ------- | ---- | ------------------ | --- | ------------------------- | --------------- |
| 01943   |      | Schloss Barberêche | E   | Barberêche, Le Château 1  | 579192 / 189672 |
| 01945   |      | Schloss Grand-Vivy | O   | Grand-Vivy 1              | 580030 / 191139 |
| 01946   |      | Schloss Petit-Vivy | O   | Petit-Vivy 4              | 579689 / 190545 |
| 09943   |      | Scheune, Marstall  | E   | Chemin de la Fruiterie 5a | 578587 / 189624 |
| 09944   |      | Kornspeicher       | E   | Route de Grimoine 20b     | 580368 / 191804 |

### Cressier
| KGS-Nr. | Foto | Objektbezeichnung  | Typ | Adresse         | Koordinaten     |
| ------- | ---- | ------------------ | --- | --------------- | --------------- |
| 02003   |      | Herrenhaus Reynold | E   | Route du Moos 1 | 577217 / 194224 |

### Cugy
| KGS-Nr. | Foto | Objektbezeichnung   | Typ | Adresse       | Koordinaten     |
| ------- | ---- | ------------------- | --- | ------------- | --------------- |
| 02008   |      | Kirche Saint-Martin | E   | Grand-Rue 59a | 558351 / 185005 |

### Delley-Portalban
| KGS-Nr. | Foto | Objektbezeichnung | Typ | Adresse                   | Koordinaten     |
| ------- | ---- | ----------------- | --- | ------------------------- | --------------- |
| 02011   |      | Schloss Castella  | O   | Route de Portalban 40–40a | 564141 / 196198 |

### Düdingen
| KGS-Nr. | Foto | Objektbezeichnung                                           | Typ | Adresse         | Koordinaten     |
| ------- | ---- | ----------------------------------------------------------- | --- | --------------- | --------------- |
| 02015   |      | Ehemalige Einsiedelei St. Magdalena                         | E   | Räsch           | 578244 / 186916 |
| 02016   |      | Bauernhaus                                                  | E   | Galmis 6        | 582879 / 189785 |
| 02018   |      | Schloss Jetschwil, Landsitz der Patrizierfamilie de Boccard | E   | Jetschwil 15    | 581843 / 187206 |
| 02020   |      | Wallfahrtskapelle Muttergottes                              | E   | Mariahilf 7     | 582143 / 186479 |
| 02022   |      | Wallfahrtskapelle St. Wolfgang                              | E   | St. Wolfgang 25 | 580748 / 186553 |
| 10149   |      | Landsitz Montenach                                          | E   | Balliswil 3–5   | 579826 / 186406 |
| 10505   |      | Grandfey-Viadukt                                            | E   |                 | 579335 / 186175 |

### Echarlens
| KGS-Nr. | Foto | Objektbezeichnung                 | Typ | Adresse        | Koordinaten     |
| ------- | ---- | --------------------------------- | --- | -------------- | --------------- |
| 09952   |      | Kirche Notre-Dame de l’Assomption | E   | Au Village 203 | 572192 / 166367 |

### Estavayer
| KGS-Nr. | Foto | Objektbezeichnung                  | Typ | Adresse                                     | Koordinaten     |
| ------- | ---- | ---------------------------------- | --- | ------------------------------------------- | --------------- |
| 02031   |      | Schloss Chenaux                    | E   | Estavayer-le-Lac, Chemin du Donjon 1        | 555015 / 189100 |
| 02032   |      | Stiftskirche Saint-Laurent         | E   | Estavayer-le-Lac, Place de l’Eglise 1       | 554876 / 188922 |
| 02033   |      | Dominikanerinnenkloster            | E   | Estavayer-le-Lac, Grand-Rue 3               | 554981 / 188772 |
| 02034   |      | Befestigungsanlagen                | O   | Estavayer-le-Lac                            | 554900 / 188900 |
| 02035   |      | Zehntenhaus                        | E   | Estavayer-le-Lac, Rue du Musée 13           | 555007 / 188877 |
| 02038   |      | Kapelle Rivaz                      | E   | Estavayer-le-Lac, Grand-Rue 44              | 554765 / 188901 |
| 02047   |      | Haus der Herren von Estavayer      | E   | Estavayer-le-Lac, Impasse de Motte-Châtel 8 | 554840 / 188982 |
| 02247   |      | La Molière (Burg- und Stadtruinen) | E   | Murist                                      | 552920 / 183160 |
| 09596   |      | La Vuardaz (gallorömische Villa)   | A   | Font, La Vuardaz                            | 553500 / 187276 |
| 09728   |      | Kirche Saint-Maurice               | E   | Bussy, Route des Baudèzes 4                 | 558097 / 187218 |
| 09729   |      | Kirche Saint-Pierre                | E   | Murist, Place de l’Église 1                 | 551803 / 182333 |
| 09734   |      | Kapelle Le Sacré-Cœur              | E   | Estavayer-le-Lac, Chemin du Sacré-Cœur      | 554957 / 188636 |

### Freiburg
| KGS-Nr. | Foto | Objektbezeichnung                                           | Typ    | Adresse                                        | Koordinaten     |
| ------- | ---- | ----------------------------------------------------------- | ------ | ---------------------------------------------- | --------------- |
| 02063   |      | Zisterzienserabtei Magerau                                  | O      | Chemin de l’Abbaye 2–8                         | 578619 / 183222 |
| 02064   |      | Kornhaus Derrière-Notre-Dame                                | E      | Place Notre-Dame 14–16                         | 578877 / 184051 |
| 02065   |      | Kantons- und Universitätsbibliothek (Gebäude)               | E      | Rue Joseph-Piller 2                            | 578432 / 183969 |
| 02067   |      | Kathedrale St. Nikolaus                                     | E      | Rue de la Cathédrale Saint-Nicolas 7           | 578964 / 183927 |
| 02068   |      | Lorettokapelle                                              | E      | Chemin de Lorette 3                            | 579203 / 183353 |
| 02069   |      | Kapelle Saint-Barthélemy                                    | E      | Avenue du Midi 41                              | 577630 / 183020 |
| 02070   |      | Schloss La Poya                                             | O      | Rue de Morat 44–48                             | 578700 / 184775 |
| 02072   |      | Kollegium St. Michael                                       | O      | Rue Saint-Pierre-Canisius 6–10, 20             | 578571 / 183983 |
| 02073   |      | Kapuzinerkloster                                            | O      | Rue de Morat 28–32                             | 578645 / 184393 |
| 02074   |      | Franziskanerkloster                                         | O      | Rue de Morat 4–6                               | 578777 / 184078 |
| 02075   |      | Ursulinenkloster                                            | E      | Rue de Lausanne 90–92                          | 578480 / 183776 |
| 02076   |      | Ehemalige Kommende Saint-Jean                               | O      | Planche-Supérieure 3, 9                        | 578953 / 183577 |
| 02077   |      | Ehemaliges Augustinerkloster                                | O      | Rue des Augustins 1                            | 579252 / 183760 |
| 02082   |      | Jo-Siffert-Brunnen                                          | E      | Grandes-Places                                 | 578280 / 183500 |
| 02084   |      | Rathaus                                                     | E      | Place de l’Hôtel-de-Ville 2                    | 578809 / 183838 |
| 02085   |      | Ratzéhof                                                    | E      | Rue de Morat 12–14                             | 578700 / 184104 |
| 02086   |      | Haus Fégely-d’Estavayer (Vicarino)                          | E      | Rue des Alpes 14                               | 578571 / 183778 |
| 02087   |      | Haus François-Prosper de Castella                           | E      | Grand-Rue 55                                   | 578988 / 183867 |
| 02089   |      | Haus Reyff de Cugy                                          | E      | Grand-Rue 14                                   | 578919 / 183843 |
| 02090   |      | Haus Techtermann                                            | E      | Rue de Zaehringen 13                           | 579145 / 183792 |
| 02091   |      | Haus                                                        | E      | Rue d’Or 13                                    | 579338 / 183702 |
| 02092   |      | Visitandinnenkloster                                        | O      | Rue de Morat 16–18                             | 578655 / 184177 |
| 02093   |      | Kapuzinerkloster Montorge                                   | O      | Chemin de Lorette 8–10                         | 578864 / 183339 |
| 02094   |      | Bernbrücke                                                  | E      | Place du Petit-Saint-Jean / Rue des Forgerons  | 579417 / 183715 |
| 02095   |      | Johannesbrücke                                              | E      | Rue de la Neuveville / Planche-Supérieure      | 578880 / 183620 |
| 02096   |      | Mittlere Brücke                                             | E      | Planche-Inférieure / Place du Petit-Saint-Jean | 579292 / 183530 |
| 02097   |      | Universität Freiburg                                        | O      | Avenue de l’Europe 20                          | 578105 / 183936 |
| 02098   |      | Stadtbefestigung                                            | O      |                                                | 579000 / 184000 |
| 02100   |      | Kornhaus La Planche                                         | E      | Planche-Supérieure 13                          | 579023 / 183532 |
| 02105   |      | Auberge de la Cigogne                                       | E      | Rue d’Or 24                                    | 579363 / 183678 |
| 02112   |      | Staatskanzlei                                               | E      | Rue des Chanoines 17                           | 579047 / 183927 |
| 02116   |      | Pfarreizentrum Le Christe-Roi                               | O      | Boulevard de Pérolles 45                       | 578271 / 182889 |
| 02117   |      | Basilika Notre-Dame (Freiburg)                              | E      | Place de Notre-Dame 1                          | 578858 / 184010 |
| 02120   |      | Schokoladenfabrik Villars                                   | O      | Route de la Fonderie 2, 6                      | 578269 / 182616 |
| 02121   |      | Brunnen der Treue                                           | E      | Rue des Forgerons                              | 579456 / 183738 |
| 02122   |      | Brunnen der Stärke                                          | E      | Escaliers du Court-Chemin                      | 578786 / 183734 |
| 02123   |      | Brunnen der Samariterin                                     | E      | Rue de la Samaritaine                          | 579279 / 183647 |
| 02124   |      | Brunnen der Tapferkeit                                      | E      | Rue des Chanoines                              | 579009 / 183910 |
| 02125   |      | Simson-Brunnen                                              | E      | Place de Notre-Dame                            | 578859 / 183985 |
| 02126   |      | Brunnen des heiligen Georg                                  | E      | Place de l’Hôtel-de-Ville                      | 578803 / 183862 |
| 02127   |      | Brunnen des heiligen Johannes des Täufers                   | E      | Planche-Supérieure                             | 578951 / 183543 |
| 02130   |      | Brunnen der Heiligen Anna                                   | E      | Place du Petit-Saint-Jean                      | 579297 / 183633 |
| 02131   |      | Bürgerspital                                                | O      | Rue de l’Hôpital 2                             | 578305 / 183857 |
| 02135   |      | Haus Jean-François d’Ammann de Macconens                    | E      | Grand-Rue 59                                   | 578939 / 183880 |
| 02146   |      | Haus Lanthen-Heid                                           | E      | Grand-Rue 56                                   | 578974 / 183870 |
| 02149   |      | Haus der Gerber Reyff                                       | E      | Rue de la Samaritaine 16                       | 579230 / 183673 |
| 02154   |      | Haus Nicolas Kuenlin                                        | E      | Rue des Augustins 2                            | 579211 / 183731 |
| 02155   |      | Haus Gottrau (Les Tornalettes)                              | E      | Grand-Rue 67                                   | 578892 / 183881 |
| 02160   |      | Haus Reyff                                                  | E      | Grand-Rue 10                                   | 578883 / 183841 |
| 02164   |      | Pfarrhaus                                                   | E      | Rue de la Lenda 1                              | 579185 / 183738 |
| 02176   |      | Kraftwerk Magerau                                           | E      | Promenade du Barrage 5                         | 579158 / 183063 |
| 08662   |      | Museum für Kunst und Geschichte (im Ratzéhof)               | M      | Rue de Morat 12–14                             | 578700 / 184104 |
| 08663   |      | Schatzkammer der Kathedrale St. Nikolaus                    | M      | Rue de la Cathédrale Saint-Nicolas 7           | 578964 / 183927 |
| 08690   |      | Ehemaliges Gutenberg Museum, 2022 in Freiburg aufgelöst     | M      | –                                              | 578877 / 184051 |
| 08824   |      | Staatsarchiv Freiburg                                       | Arch   | Route des Arsenaux 17                          | 577966 / 183042 |
| 08861   |      | Stadtarchiv Freiburg (Schweiz)                              | Arch   | Rue des Chanoines 1                            | 578969 / 183968 |
| 08907   |      | Archiv der Franziskaner in Freiburg (Schweiz)               | Arch   | Rue de Morat 4–6                               | 578777 / 184078 |
| 08926   |      | Kantons- und Universitätsbibliothek (Sondersammlungen)      | Arch B | Rue Joseph-Piller 2                            | 578432 / 183969 |
| 09100   |      | Haus Alt                                                    | E      | Place de l’Hôtel-de-Ville 1                    | 578834 / 183879 |
| 09261   |      | Cercle de la Grande Société                                 | E      | Grand-Rue 68                                   | 578857 / 183880 |
| 09263   |      | Schwimmbad La Motta                                         | E      | Chemin des Bains 8                             | 578650 / 183498 |
| 09277   |      | Les Arcades                                                 | E      | Place des Ormeaux 1                            | 578803 / 183936 |
| 09298   |      | Zisterzienserabtei Magerau (Bibliothek)                     | B      | Chemin de l’Abbaye 2–8                         | 578619 / 183222 |
| 09327   |      | Kantons- und Universitätsbibliothek                         | Arch B | Rue Joseph-Piller 2                            | 578432 / 183969 |
| 09328   |      | Bibliothek Franziskanerkloster Freiburg                     | B      | Rue de Morat 6                                 | 578777 / 184078 |
| 09405   |      | Wohnhaus                                                    | E      | Rue de la Neuveville 48                        | 578796 / 183704 |
| 09406   |      | Wohnhaus                                                    | E      | Rue d’Or 7                                     | 579318 / 183695 |
| 09407   |      | Mietshaus Sallin                                            | E      | Boulevard de Pérolles 39                       | 578257 / 182953 |
| 09408   |      | Haus Castella                                               | E      | Rue Pierre-Aeby 3                              | 578770 / 183953 |
| 09409   |      | Gottéron-Brücke                                             | E      | Route de Bourguillon                           | 579636 / 183727 |
| 09597   |      | Altstadt                                                    | A      |                                                | 579128 / 183836 |
| 09956   |      | Ehemaliges Post- und Telegrafenamt                          | E      | Square des Places 3                            | 578402 / 183727 |
| 09958   |      | Haus Fégely (Gerberei Deillon)                              | E      | Rue de la Neuveville 46                        | 578790 / 183704 |
| 09960   |      | Kirche Saint-Pierre                                         | E      | Avenue Jean-Gambach 6                          | 577738 / 183584 |
| 09965   |      | Villa Meyer                                                 | E      | Avenue Jean-Gambach 24                         | 577916 / 183850 |
| 10131   |      | Standseilbahn Neuveville–Saint-Pierre                       | S      |                                                | 578534 / 183673 |
| 11593   |      | Archiv und Sammlung des kantonalen archäologischen Dienstes | Arch   | Planche-Supérieure 13                          | 579023 / 183532 |

### Gibloux
| KGS-Nr. | Foto | Objektbezeichnung    | Typ  | Adresse                                | Koordinaten     |
| ------- | ---- | -------------------- | ---- | -------------------------------------- | --------------- |
| 02061   |      | Kirche Saint-Vincent | E    | Farvagny-le-Grand, Place de l’Eglise 1 | 571530 / 174600 |
| 02303   |      | Ruinen von Illens    | A, O | Rossens, Auge du Château               | 574920 / 176430 |
| 09955   |      | Kapelle Notre-Dame   | E    | Posat, Chemin de la Glâne 10a          | 570535 / 176075 |

### Givisiez
| KGS-Nr. | Foto | Objektbezeichnung                                | Typ | Adresse         | Koordinaten     |
| ------- | ---- | ------------------------------------------------ | --- | --------------- | --------------- |
| 02179   |      | Herrenhaus D’Affry und Bildhaueratelier Marcello | E   | Place d’Affry 7 | 578619 / 184690 |

### Grandvillard
| KGS-Nr. | Foto | Objektbezeichnung       | Typ | Adresse                         | Koordinaten     |
| ------- | ---- | ----------------------- | --- | ------------------------------- | --------------- |
| 02182   |      | Wohnhaus                | E   | Route de la Gare 10             | 572866 / 154499 |
| 02184   |      | Bannerträgerhaus        | E   | Chemin Pierre-de-la-Tinaz 2     | 573162 / 153987 |
| 09966   |      | Bauernhof               | E   | Route de la Grande-Charrière 32 | 573056 / 154517 |
| 09967   |      | Grafenhaus              | E   | Rue Saint-Jacques 25            | 572911 / 154370 |
| 09969   |      | Reihenhaus und Umgebung | E   | Route du Banneret 49–51         | 573087 / 154074 |

### Granges-Paccot
| KGS-Nr. | Foto | Objektbezeichnung | Typ | Adresse | Koordinaten     |
| ------- | ---- | ----------------- | --- | ------- | --------------- |
| 09076   |      | Grandfey-Viadukt  | E   |         | 579335 / 186175 |

### Greng
| KGS-Nr. | Foto | Objektbezeichnung            | Typ | Adresse      | Koordinaten     |
| ------- | ---- | ---------------------------- | --- | ------------ | --------------- |
| 09598   |      | Grengspitz (Seeufersiedlung) | A   |              | 573450 / 196700 |
| 09970   |      | Turmspeicher                 | E   | Bureliweg 1a | 573793 / 195677 |

### Greyerz
| KGS-Nr. | Foto | Objektbezeichnung               | Typ | Adresse               | Koordinaten     |
| ------- | ---- | ------------------------------- | --- | --------------------- | --------------- |
| 02192   |      | Schloss Greyerz                 | E   | Rue du Château 10     | 572818 / 159327 |
| 02193   |      | Haus Chalamala                  | E   | Rue du Bourg 47       | 572644 / 159265 |
| 02194   |      | Stadtbefestigung                | O   |                       | 572600 / 159140 |
| 02196   |      | Ehemalige Kartause La Part-Dieu | O   | La Part-Dieu 306      | 567684 / 160725 |
| 02198   |      | Schloss Saint-Germain           | E   | Rue du Château 2      | 572696 / 159260 |
| 08689   |      | Schloss Greyerz (Sammlung)      | M O | Rue du Château 10     | 572818 / 159327 |
| 09476   |      | Wohnhaus                        | E   | Rue du Bourg 7        | 572550 / 159174 |
| 09477   |      | Wohnhaus                        | E   | Rue du Bourg 39       | 572622 / 159239 |
| 09972   |      | Scheune Le Laviau               | E   | Route de Saussivue 73 | 572751 / 158854 |

### Hauterive
| KGS-Nr. | Foto | Objektbezeichnung                             | Typ | Adresse                  | Koordinaten     |
| ------- | ---- | --------------------------------------------- | --- | ------------------------ | --------------- |
| 02272   |      | Châtillon-sur-Glâne (eisenzeitliche Siedlung) | A   |                          | 576210 / 181380 |
| 02273   |      | Zisterzienserabtei Hauterive                  | O   | Chemin de l’Abbaye 17–19 | 575487 / 179252 |
| 02274   |      | Brücke und Kapelle Sainte-Apolline            | O   | Chemin des Auges         | 575401 / 181510 |
| 02275   |      | Votivkapelle Le Sacré-Cœur                    | E   | Route de Matran 29       | 573740 / 179076 |
| 10501   |      | Glânebrücke                                   | E   | Route de la Glâne        | 576147 / 181576 |

### Hauteville
| KGS-Nr. | Foto | Objektbezeichnung | Typ | Adresse              | Koordinaten     |
| ------- | ---- | ----------------- | --- | -------------------- | --------------- |
| 09974   |      | Bauernhof         | E   | Route de l’Église 47 | 574447 / 168826 |

### Haut-Intyamon
| KGS-Nr. | Foto | Objektbezeichnung                     | Typ | Adresse                     | Koordinaten     |
| ------- | ---- | ------------------------------------- | --- | --------------------------- | --------------- |
| 01929   |      | Alphütte                              | E   | Albeuve, En Lys 215         | 566061 / 149758 |
| 02217   |      | Brunnen                               | E   | Lessoc, Au Village 66       | 571100 / 150463 |
| 02236   |      | Ehemalige Auberge de la Croix-Blanche | E   | Montbovon, Village 10       | 569774 / 148607 |
| 09976   |      | Bauernhof                             | E   | Montbovon, Bellegardes 207a | 570095 / 148983 |
| 09977   |      | Haus François Fracheboud              | E   | Lessoc, Au Village 18       | 571129 / 150415 |

### Heitenried
| KGS-Nr. | Foto | Objektbezeichnung       | Typ | Adresse        | Koordinaten     |
| ------- | ---- | ----------------------- | --- | -------------- | --------------- |
| 02204   |      | Pfarrkirche St. Michael | E   | Dorfstrasse 30 | 589436 / 186278 |

### Jaun
| KGS-Nr. | Foto | Objektbezeichnung | Typ | Adresse           | Koordinaten     |
| ------- | ---- | ----------------- | --- | ----------------- | --------------- |
| 02212   |      | Statthalterhaus   | E   | Dorfstrasse 15–17 | 587555 / 162269 |
| 09980   |      | Bauernhaus        | E   | Jaunpassstrasse 5 | 588571 / 162169 |

### Kerzers
| KGS-Nr. | Foto | Objektbezeichnung | Typ | Adresse         | Koordinaten     |
| ------- | ---- | ----------------- | --- | --------------- | --------------- |
| 09481   |      | Stellwerk Kerzers | E   | Bahnhofplatz 1c | 581267 / 202692 |

### La Roche
| KGS-Nr. | Foto | Objektbezeichnung | Typ | Adresse            | Koordinaten     |
| ------- | ---- | ----------------- | --- | ------------------ | --------------- |
| 02292   |      | Bauernhof         | E   | Vers les Roulin 52 | 577806 / 172506 |

### La Verrerie
| KGS-Nr. | Foto | Objektbezeichnung | Typ | Adresse   | Koordinaten     |
| ------- | ---- | ----------------- | --- | --------- | --------------- |
| 02006   |      | Kirche Saint-Loup | E   | Le Crêt 1 | 559500 / 162111 |

### Le Mouret
| KGS-Nr. | Foto | Objektbezeichnung | Typ | Adresse                        | Koordinaten     |
| ------- | ---- | ----------------- | --- | ------------------------------ | --------------- |
| 02277   |      | Altes Pfarrhaus   | E   | Praroman, Route de l’Église 72 | 580096 / 177829 |
| 09992   |      | Bauernhof         | E   | Praroman, Route de l’Église 57 | 579952 / 177805 |

### Les Montets
| KGS-Nr. | Foto | Objektbezeichnung             | Typ | Adresse                      | Koordinaten     |
| ------- | ---- | ----------------------------- | --- | ---------------------------- | --------------- |
| 02242   |      | Pfarrkirche La Sainte-Trinité | E   | Montet (Broye), Au Village 8 | 556508 / 185141 |

### Marsens
| KGS-Nr. | Foto | Objektbezeichnung    | Typ | Adresse                         | Koordinaten     |
| ------- | ---- | -------------------- | --- | ------------------------------- | --------------- |
| 02223   |      | Kapelle Saint-Ignace | E   | Route de la Rotonde 20          | 571385 / 167224 |
| 02355   |      | Vogteischloss        | E   | Vuippens, Rue des Châteaux 27   | 572400 / 167520 |
| 10007   |      | Bauernhof Philiponna | E   | Vuippens, Place Saint-Sulpice 6 | 572010 / 167638 |

### Massonnens
| KGS-Nr. | Foto | Objektbezeichnung    | Typ | Adresse          | Koordinaten     |
| ------- | ---- | -------------------- | --- | ---------------- | --------------- |
| 09983   |      | Kirche Saint-Maurice | E   | Sus la Vellaz 84 | 564406 / 172265 |

### Mézières
| KGS-Nr. | Foto | Objektbezeichnung            | Typ | Adresse              | Koordinaten     |
| ------- | ---- | ---------------------------- | --- | -------------------- | --------------- |
| 02228   |      | Schloss Mézières             | E   | Route de l’Eglise 12 | 560826 / 169927 |
| 02229   |      | Kirche Saint-Pierre-au-Liens | E   | Route de l’Eglise 10 | 560809 / 169904 |

### Montagny
| KGS-Nr. | Foto | Objektbezeichnung | Typ | Adresse                                  | Koordinaten     |
| ------- | ---- | ----------------- | --- | ---------------------------------------- | --------------- |
| 02232   |      | Kirche Notre-Dame | E   | Montagny-les-Monts, Route du Pavement 24 | 565922 / 184488 |

### Mont-Vully
| KGS-Nr. | Foto | Objektbezeichnung                    | Typ | Adresse                         | Koordinaten     |
| ------- | ---- | ------------------------------------ | --- | ------------------------------- | --------------- |
| 02361   |      | Mont Vully (eisenzeitliches Oppidum) | A   | Bas-Vully                       | 573771 / 201490 |
| 02363   |      | Haus Steiger                         | E   | Bas-Vully, Route Principale 136 | 574068 / 200279 |
| 02364   |      | Haus Wattenwyl                       | E   | Bas-Vully, Rue du Château 18    | 573916 / 200281 |
| 02365   |      | Haus Erlach-Velga                    | E   | Bas-Vully, Rue du Château 1     | 573997 / 200236 |
| 02366   |      | Haus Gatschet                        | O   | Môtier, Route du Lac 95         | 573169 / 199816 |
| 02368   |      | Haus Les Rondas                      | O   | Guévaux, Route du Lac 361       | 571049 / 198686 |
| 09978   |      | Haus W. J. Merz                      | E   | Môtier, Route du Lac 301        | 571549 / 199039 |

### Muntelier
| KGS-Nr. | Foto | Objektbezeichnung                                                                                                | Typ | Adresse         | Koordinaten     |
| ------- | ---- | --- | --- | --------------- | --------------- |
| 02246   |      | Herrenhaus Ernst                                                                                                 | E   | Hauptstrasse 44 | 576037 / 198298 |
| 09599   |      | Platzbünden, Dorf, Fischergässli, Seeweg, Strandweg, Dorfmatte, Fasnacht-Rohr (prähistorische Seeufersiedlungen) | A   |                 | 576050 / 198415 |

### Murten
| KGS-Nr. | Foto | Objektbezeichnung   | Typ | Adresse                    | Koordinaten     |
| ------- | ---- | ------------------- | --- | -------------------------- | --------------- |
| 02249   |      | Befestigungsanlagen | O   |                            | 575600 / 197640 |
| 02256   |      | Schloss Löwenberg   | E   | Löwenberg 45               | 577088 / 198701 |
| 02258   |      | Rathaus             | E   | Rathausgasse 17            | 575456 / 197570 |
| 02307   |      | Altes Schulhaus     | E   | Salvenach, Hauptstrasse 81 | 577994 / 195779 |
| 09499   |      | Grosshaus           | E   | Hauptgasse 43              | 575552 / 197576 |
| 09989   |      | Bauernhaus          | E   | Erli 2                     | 579508 / 200782 |

### Pierrafortscha
| KGS-Nr. | Foto | Objektbezeichnung          | Typ | Adresse                                       | Koordinaten     |
| ------- | ---- | -------------------------- | --- | --------------------------------------------- | --------------- |
| 02267   |      | Chalet Diesbach            | E   | Route de la Schürra 15                        | 579585 / 182026 |
| 09991   |      | Kornhaus Château d’En-Haut | E   | Granges-sur-Marly, Route de Pierrafortscha 1a | 579685 / 181538 |

### Plaffeien
| KGS-Nr. | Foto | Objektbezeichnung        | Typ | Adresse   | Koordinaten     |
| ------- | ---- | ------------------------ | --- | --------- | --------------- |
| 02269   |      | Pfarrkirche Maria Geburt | E   | Im Dorf 1 | 588317 / 176806 |

### Pont-en-Ogoz
| KGS-Nr. | Foto | Objektbezeichnung                      | Typ | Adresse                               | Koordinaten     |
| ------- | ---- | -------------------------------------- | --- | ------------------------------------- | --------------- |
| 01941   |      | Bauernhof                              | E   | Avry-devant-Pont, Route de la Tour 35 | 572513 / 170932 |
| 10475   |      | Burg- und Stadtruinen von Pont-en-Ogoz | A   |                                       | 574110 / 171960 |

### Riaz
| KGS-Nr. | Foto | Objektbezeichnung             | Typ | Adresse              | Koordinaten     |
| ------- | ---- | ----------------------------- | --- | -------------------- | --------------- |
| 02286   |      | L’Etrey (gallorömische Villa) | A   | Route Principale     | 570780 / 166080 |
| 09993   |      | Bauernhaus                    | E   | Rue de la Roulema 10 | 571156 / 165438 |

### Romont
| KGS-Nr. | Foto | Objektbezeichnung                                                                               | Typ | Adresse            | Koordinaten     |
| ------- | ---- | ----------------------------------------------------------------------------------------------- | --- | ------------------ | --------------- |
| 02293   |      | Schloss Romont                                                                                  | O   | Rue du Château 108 | 560231 / 171616 |
| 02294   |      | Stiftskirche Notre-Dame de l’Assomption                                                         | E   | Rue de l’Eglise 81 | 560204 / 171717 |
| 02295   |      | Stadtbefestigung                                                                                | O   |                    | 560200 / 171700 |
| 02296   |      | Zisterzienserabtei La Fille-Dieu                                                                | O   | La Fille-Dieu 1    | 560904 / 172327 |
| 08664   |      | Schweizer Glasmalereimuseum sowie Schweizer Forschungs- und Informationszentrum für Glasmalerei | M   | Rue du Château 108 | 560231 / 171616 |

### Rue
| KGS-Nr. | Foto | Objektbezeichnung       | Typ | Adresse          | Koordinaten     |
| ------- | ---- | ----------------------- | --- | ---------------- | --------------- |
| 02304   |      | Vogteischloss           | O   | Le Château 1     | 552802 / 163380 |
| 09107   |      | Haus Maillardoz de Prez | A E | Rue du Casino 35 | 552851 / 163365 |

### Schmitten
| KGS-Nr. | Foto | Objektbezeichnung                        | Typ | Adresse          | Koordinaten     |
| ------- | ---- | ---------------------------------------- | --- | ---------------- | --------------- |
| 02309   |      | Bauernhaus des Wirtes Wilhelm Vonlanthen | E   | Bahnhofstrasse 1 | 585481 / 189449 |
| 02311   |      | Pfarrkirche Kreuzauffindung              | E   | Gwattstrasse 1   | 585550 / 189473 |

### Sévaz
| KGS-Nr. | Foto | Objektbezeichnung                                  | Typ | Adresse | Koordinaten     |
| ------- | ---- | -------------------------------------------------- | --- | ------- | --------------- |
| 09600   |      | Tudinges (eisenzeitliches metallurgisches Atelier) | A   |         | 556900 / 186900 |

### St. Ursen
| KGS-Nr. | Foto | Objektbezeichnung                  | Typ | Adresse     | Koordinaten     |
| ------- | ---- | ---------------------------------- | --- | ----------- | --------------- |
| 02317   |      | Ofenhaus                           | E   | Geretach 2b | 587118 / 180956 |
| 02319   |      | Bauernhaus von Joseph von der Weid | O   | Römerswil 5 | 580982 / 182716 |

### Surpierre
| KGS-Nr. | Foto | Objektbezeichnung | Typ | Adresse      | Koordinaten     |
| ------- | ---- | ----------------- | --- | ------------ | --------------- |
| 02322   |      | Vogteischloss     | E   | Le Château 1 | 556072 / 177259 |

### Tafers
| KGS-Nr. | Foto | Objektbezeichnung      | Typ | Adresse    | Koordinaten     |
| ------- | ---- | ---------------------- | --- | ---------- | --------------- |
| 02323   |      | Pfarrkirche St. Martin | O   | Kirchweg 3 | 583140 / 184880 |
| 09997   |      | Sigristenhaus          | E   | Kirchweg 2 | 583085 / 184897 |

### Torny
| KGS-Nr. | Foto | Objektbezeichnung                | Typ | Adresse                      | Koordinaten     |
| ------- | ---- | -------------------------------- | --- | ---------------------------- | --------------- |
| 02230   |      | Schloss Griset de Forel mit Park | O   | Middes, À Middes 21          | 562414 / 179817 |
| 02328   |      | Schloss Diesbach                 | E   | Torny-le-Grand, Au Château 4 | 563881 / 180222 |

### Treyvaux
| KGS-Nr. | Foto | Objektbezeichnung             | Typ | Adresse                         | Koordinaten     |
| ------- | ---- | ----------------------------- | --- | ------------------------------- | --------------- |
| 02333   |      | Ehemalige Kirche Saint-Pierre | E   | Chemin de Vers-Saint-Pierre 72a | 575316 / 176170 |
| 09998   |      | Bauernhof                     | E   | Le Pré de la Maison 12          | 577053 / 175196 |

### Ursy
| KGS-Nr. | Foto | Objektbezeichnung | Typ | Adresse                  | Koordinaten     |
| ------- | ---- | ----------------- | --- | ------------------------ | --------------- |
| 09999   |      | Bauernhof Invau   | E   | Mossel, Route d’Invau 51 | 556284 / 162832 |

### Val-de-Charmey
| KGS-Nr. | Foto | Objektbezeichnung     | Typ | Adresse                       | Koordinaten     |
| ------- | ---- | --------------------- | --- | ----------------------------- | --------------- |
| 01973   |      | Kartause La Valsainte | O   | Cerniat, La Valsainte 196–199 | 580889 / 166487 |
| 01980   |      | Alphütte La Monse     | E   | Charmey, Pra de La Monse 249  | 578400 / 162091 |
| 01981   |      | Alphütte Le Lapé      | E   | Charmey, Le Lapé 320          | 583890 / 157060 |

### Vallon
| KGS-Nr. | Foto | Objektbezeichnung                   | Typ | Adresse         | Koordinaten     |
| ------- | ---- | ----------------------------------- | --- | --------------- | --------------- |
| 02338   |      | Kirche Saint-Pierre                 | E   | Carignan 3      | 563146 / 191789 |
| 02339   |      | Sur Dompierre (gallorömische Villa) | A   | Route Cantonale | 563280 / 191820 |

### Villarsel-sur-Marly
| KGS-Nr. | Foto | Objektbezeichnung                 | Typ | Adresse                | Koordinaten     |
| ------- | ---- | --------------------------------- | --- | ---------------------- | --------------- |
| 10001   |      | Bauernhof der Kommende Saint-Jean | E   | Chemin de Villarsel 83 | 579819 / 178793 |

### Villars-sur-Glâne
| KGS-Nr. | Foto | Objektbezeichnung                          | Typ | Adresse                | Koordinaten     |
| ------- | ---- | ------------------------------------------ | --- | ---------------------- | --------------- |
| 02346   |      | Glânebrücke                                | E   | Route de la Glâne      | 576147 / 181576 |
| 10002   |      | Bauernhof des Landguts Chollet au Guintzet | E   | Avenue Jean-Paul II 16 | 577213 / 183813 |
| 10500   |      | Brücke und Kapelle Sainte-Apolline         | O   | Chemin des Auges       | 575401 / 181510 |

### Villorsonnens
| KGS-Nr. | Foto | Objektbezeichnung   | Typ | Adresse                 | Koordinaten     |
| ------- | ---- | ------------------- | --- | ----------------------- | --------------- |
| 10006   |      | Kirche Saint-Pierre | E   | Orsonnens, La Gillaz 35 | 565990 / 174124 |

### Vuisternens-devant-Romont
| KGS-Nr. | Foto | Objektbezeichnung | Typ | Adresse               | Koordinaten     |
| ------- | ---- | ----------------- | --- | --------------------- | --------------- |
| 10009   |      | Bauernhof         | E   | Route de Villariaz 11 | 561203 / 167438 |

### Wünnewil-Flamatt
| KGS-Nr. | Foto | Objektbezeichnung          | Typ | Adresse              | Koordinaten     |
| ------- | ---- | -------------------------- | --- | -------------------- | --------------- |
| 02374   |      | Herrensitz de Weck         | E   | Bluemisberg 3        | 588500 / 191260 |
| 02376   |      | Kapelle St. Beatus         | E   | Sensebrück 21        | 589399 / 193463 |
| 09515   |      | Zollhaus                   | E   | Sensebrück 14        | 589416 / 193491 |
| 10010   |      | Wohnbauten Flamatt 1 und 2 | O   | Neueneggstrasse 6–10 | 590163 / 193271 |